# Ceylalictus tumidus
Ceylalictus tumidus är en biart som beskrevs av Pesenko 1996. Ceylalictus tumidus ingår i släktet Ceylalictus och familjen vägbin. Inga underarter finns listade i Catalogue of Life.